# 南山藤
南山藤（学名：Dregea volubilis），又名華他卡藤、假夜来香、春筋藤、双根藤（广东）；大果咀彭、假猫豆（广西）；各山消（贵州）；苦凉菜、苦菜藤（云南元江）；帕格牙姆、帕空耸（傣语），是夹竹桃科南山藤属的植物。分布在泰国、印度、印度尼西亚、菲律宾、孟加拉、台湾岛、越南以及中国大陆的贵州、广东、广西、云南等地，生长于海拔500米的地区，多生于山地林中和大树上，目前尚未由人工引种栽培。